# Танджонг Пагар

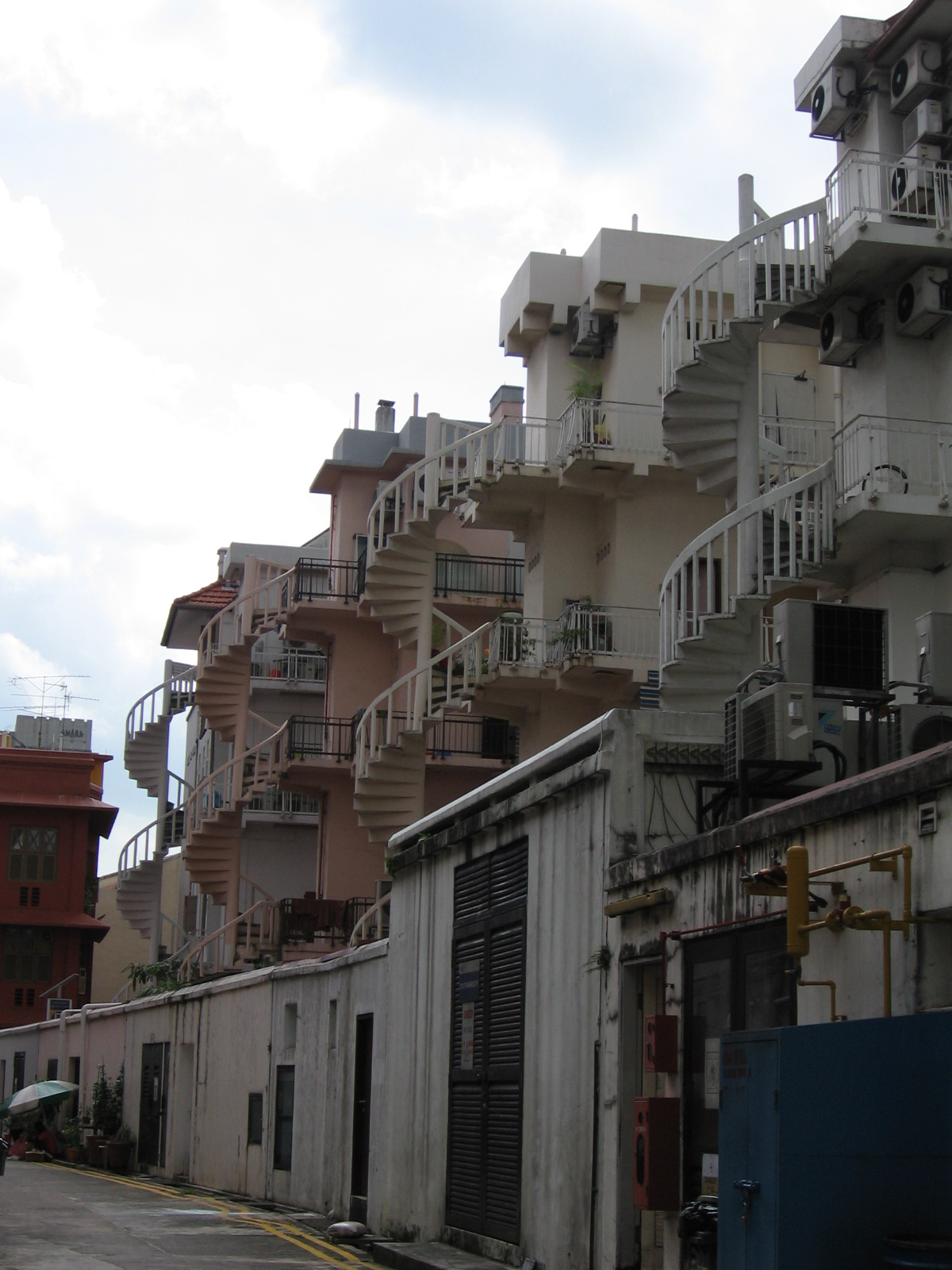
Характерные винтовые лестницы на задних сторонах домов-магазинов в Танджонг-Пагаре.

Танджонг Пагар (англ.  Tanjong Pagar) — исторический район, расположенный в пределах Центрального района в Сингапуре.

## Этимология

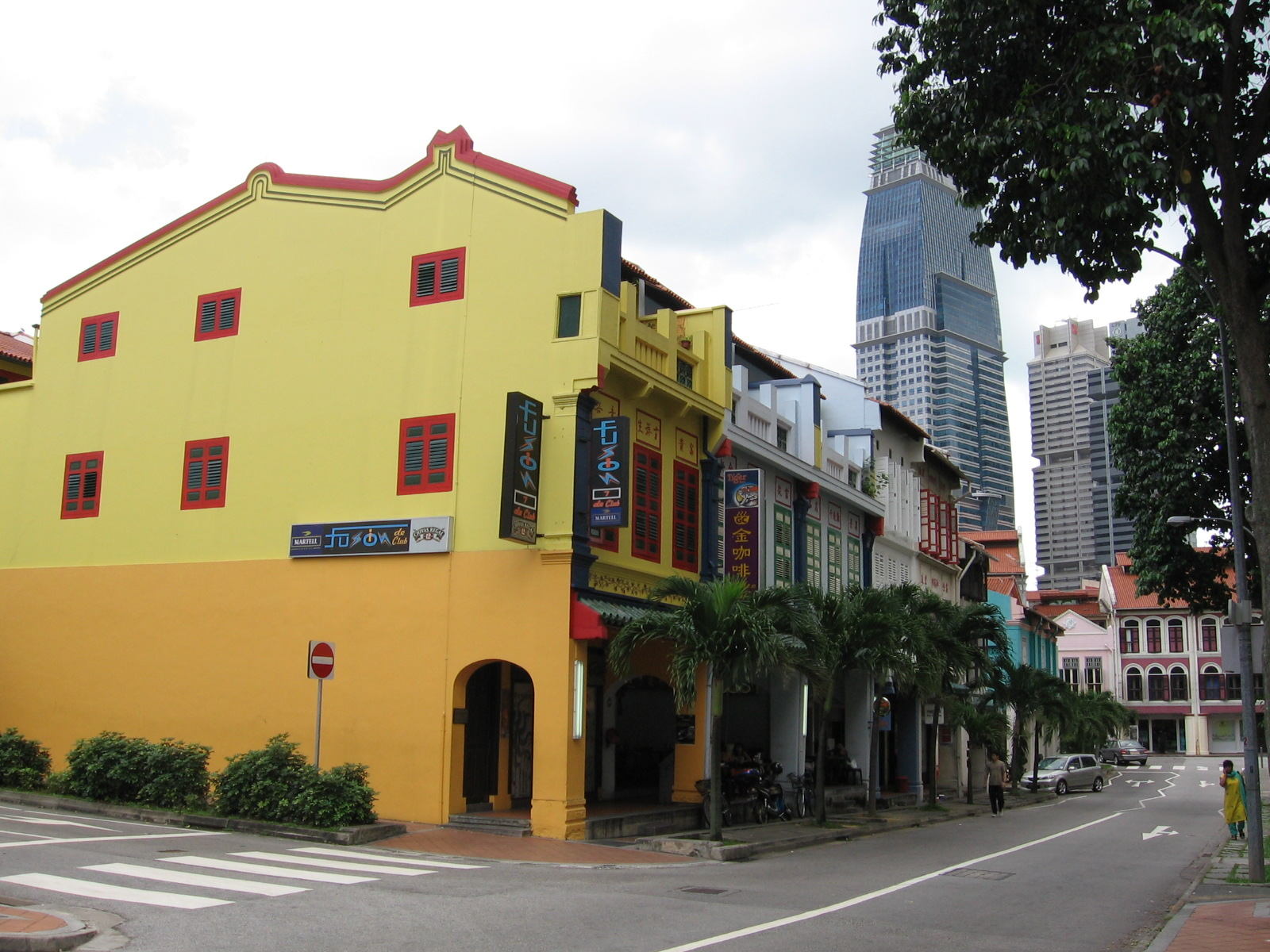
Крэйг Роуд, названная именем капитана Дж. Крейга, коммерсанта, офицера и члена масонской ложи (Zetland Lodge).

Танджонг Пагар в малайском языке означает «мыс колов» — название, которое отражает происхождение района, как рыбацкой деревни, расположенной на мысу. Существует множество версий о происхождении названия, по более правдоподобной: из-за конструкциикелонгов (малайские деревянные постройки над водной поверхностью) с многочисленными поддерживающими их копьеобразными опорами. По другой — это может быть искажённое название Танджонг Пассар, дороги, бегущей когда-то от Саут Бридж Роуд до рыбацкой деревушки и упоминаемой в карте Сингапура Дж. Д. Колмена 1836 года.
Согласно же местной малайской легенде, было время, когда прибрежные деревни страдали от жестоких нападений косяков меч-рыб. По совету находчивого местного мальчика Ханг Надима жители деревень построили баррикады из банановых стволов, которые создавали ловушки для атакующих рыб, как только те появлялись из воды.

## История
На протяжении долгого времени Танджонг Пагар, расположенный между корабельными доками и городом, служил анклавом для тысяч китайских и индийских портовых работников, мигрировавших в Сингапур с середины XIX века. Из-за оживлённого дорожного движения между доками и городом, Танджонг Пагар стал также прибыльным местом для рикш. Здесь их стало так много, что в 1904 году правительство основало здесь станцию Джинрикша на стыке Танджонг Пагар-роуд и Нейл-роуд.
Со времени начала работы доков в 1864 году цены на недвижимость в районе росли, привлекая богатых китайских и арабских покупать здесь землю и дома.
Рост же числа бедных рабочих привёл к перенаселённости, загрязнению района, социальным проблемам таким как курение опиума и проституция. Танджонг Пагар превращался в некое гетто. Ко Второй мировой войне население района преимущественно состояла из рабочих, выходцев из Южного Китая, и небольшого числа индийцев.
В середине 1980-х годов Танджонг Пагар стал одним из первых районов Сингапура, попавших под государственный план сохранения исторической архитектуры. Во время его осуществления многим домам в районе придали их первоначальный вид. В настоящее время Танджонг Пагар считается фешенебельным районом с многочисленными кафе, барами и ресторанами.